# Ulmes
Ulmes ist eine Wüstung in der heutigen Gemarkung von Neuenhain, dem östlichsten Ortsteil der Gemeinde Neuental im Schwalm-Eder-Kreis in Nordhessen.

## Geographie
Die ehemalige Töpfersiedlung liegt 209 m über NHN am Ostrand der Gemarkung zwischen Neuenhain und Todenhausen beiderseits der Olmes, etwa 2 km westlich des Sendberges. Der Flurname „am Ulmser Holz“ erinnert an den untergegangenen Ort. Die Kreisstraße K 53 führt etwa 250 m nordöstlich vorbei.

## Geschichte
Die urkundliche Ersterwähnung des Orts stammt aus dem Jahre 1088, als Erzbischof Wezilo von Mainz dem Kloster Hasungen die Schenkung des Dorfes (villa) Olbezo durch Rothard, einen Ritter des Grafen Rudolf I. von Reichenbach, bestätigte. Das Kloster belehnte spätestens ab 1219 den Ritter Hermann von Ulmes mit dem Dorf, und dessen Nachkommen hatten Ulmes wohl noch bis um 1340 ganz oder teilweise in Besitz. Danach hatten Tammo Holzsadel und seine Nachfahren noch bis nach 1376 die Gerichtsbarkeit (iurisdictio) zu Ulmes als landgräflich-hessisches Burglehn inne, zahlten allerdings dem Kloster Hasungen Zins aus Ulmes.
Auch andere Klöster erlangten im 13. und 14. Jahrhundert durch Schenkung oder Kauf Einkünfte aus dem Ort, dessen Bewohner eine wichtige Töpferei in der Niederung der Olmes betrieben. Bereits 1238 übergab Graf Gottfried IV. von Ziegenhain sowohl den Zehnten zu Ulmes, den er vom Kaiser zu Lehen hatte, als auch den Zehnten, den ihm dort im gleichen Jahre Heinrich von Uttershausen überlassen hatte, an das Kloster Haina, das in dieser Zeit nach dem 1231 erfolgten Eintritt des Grafen Heinrich III. von Reichenbach in das Kloster besonderer Aufmerksamkeit der Reichenbacher und der mit ihnen eng verwandten Ziegenhainer Grafen erfreute. Ein Streit zwischen dem Kloster Haina und den Herren von Uttershausen um einen Zehnt zu Ulmes wurde 1269 zugunsten des Klosters entschieden. 1368 kaufte das Kloster zusätzlich eine Korngült aus Ulmes von Ditmar Holzsadel. Das nahe Kloster Spieskappel erwarb in Ulmes 1363 durch Kauf eine Korngült und 1387 durch Schenkung eine Wiese.
Bereits im Jahre 1431, als Werner von Löwenstein-Westerburg als kurmainzischer Amtmann von Neustadt eine Wiese zu Ulmes erhielt, wurde der Ort dann als wüst beschrieben. 1537 wird berichtet, dass die Feldmark, darunter 12 landgräfliche Huben, von Einwohnern der benachbarten Dörfer Todenhausen und Neuenhain, später auch von Dillich bewirtschaftet wurde und dass sie zum Gericht am Spieß gehörte. Der Zehnt wurde weiterhin erhoben; der bis zur Einführung der Reformation in der Landgrafschaft Hessen 1626 dem Kloster Haina zustehende Zehnt wurde 1530 von Landgraf Philipp nach der Aufhebung des Klosters verkauft. Von 1674 bis 1824 hielten die Herren von Dalwigk noch einen vom Landgrafen zugewiesenen Zehnt zu Ulmes zu Lehen.
Koordinaten: 50° 59′ 4″ N, 9° 16′ 49″ O